# Serge Chermayeff
Serge Ivan Chermayeff (* 8. Oktober 1900 in Grosny, Russisches Kaiserreich; † 8. Mai 1996 in Wellfleet, Massachusetts) war ein russisch-englischer Architekt.

## Leben
Als Sohn einer reichen jüdischen Familie, der eine Öl-Firma gehörte, zog er bereits in jungen Jahren nach England. In den 1920er Jahren studierte er Kunst und Architektur, unter anderem auch in Deutschland. Nach dem Studium arbeitete er zunächst als Designer für Innenausstattung bei einer Londoner Firma. Später wurde er Partner des deutschen Architekten Erich Mendelsohn, mit dem er bedeutende Gebäude moderner, britischer Architektur schuf, unter anderem den De La Warr Pavilion in Bexhill-on-Sea. 1940 emigrierte er in die USA, wo er als Direktor des Institute of Design in Chicago arbeitete. Später wurde er Leiter des Fachbereiches Architektur an den Universitäten Harvard und Yale.
Chermayeff hatte zwei bekannte Söhne: Ivan Chermayeff, der 2017 in New York City starb, war Designer von Markenlogos, wie zum Beispiel von National Geographic oder Mobil Oil. Peter Chermayeff ist ein Architekt, der bekannt für seine Aquarien ist.